# Koolvis
De koolvis of zwarte koolvis (Pollachius virens) is een straalvinnige vis uit de familie van kabeljauwen (Gadidae), orde kabeljauwachtigen (Gadiformes), die voorkomt in het hoge noorden van de Atlantische Oceaan.

## Anatomie
De volwassen koolvis is gemiddeld 60 cm en kan een lengte bereiken van 130 cm. Hij kan maximaal 25 jaar oud worden en tot 32 kg zwaar zijn. De vis heeft drie rugvinnen (met resp. 12-15, 18-24 en 19-23 vinstralen) en twee aarsvinnen (met resp. 23-29 en 18-23 vinstralen). De koolvis is van boven donkergroen met zilverkleurige flanken en buik. De zijlijn is opvallend wit (zie afbeelding).

## Leefwijze
De koolvis is een zoutwatervis die voorkomt in het noordoostelijk deel van de Atlantische Oceaan van de Barentszzee en Svalbard tot de Golf van Biskaje en rond IJsland. Ook in het noordwestelijk deel van de Atlantische Oceaan zijn koolvissen: zuidwestelijk van Groenland, en bij de Noord-Amerikaanse kust van de Hudsonbaai tot Noord-Carolina. De vis is zeldzaam in de zeeën aan de rand van het verspreidingsgebied. Verder is bekend dat voor het paaien enorme trektochten worden ondernomen tussen de continenten Europa en Amerika. De diepte waarop de soort voorkomt ligt tussen de 40 en 350 m onder het wateroppervlak.
De koolvis komt ook voor in de Noordzee en de kustwateren van de Lage Landen. Het dieet van de volwassen vis bestaat hoofdzakelijk uit vis zoals haringachtigen (sprot), zandspiering, kever, wijting en blauwe wijting.

## Relatie tot de mens
De koolvis is voor de beroepsvisserij van groot belang, verder is het een gewilde vis voor de zeehengelaar. Volgens de Viswijzer heeft koolvis gevangen in de Noordzee het MSC-keurmerk. De soort kan ook worden bezichtigd in grote zee-aquaria.
In Duitsland wordt deze vissoort in restaurants geserveerd als 'Seelachs' ("meerzalm"). Het is de op twee na belangrijkste consumptievis op de Duitse markt (ongeveer 8% van het aanbod aan vis).